# Pirate Treasure
Pirate Treasure est un serial américain en 12 chapitres, réalisé par Ray Taylor, sorti en 1934.

## Synopsis
L’aviateur Dick Moreland financer une expédition visant à récupérer un trésor enterré par un de ses lointains ancêtres, qui était un pirate. Cependant, Stanley Brasset, son rivale, vole sa carte au trésor et part à sa recherche pour son propre compte. Plus tard, Dick rencontre Dorothy Craig lorsqu'ils poursuivent en voiture les sbires de Brasset mais Dorothy se fait enlever. Ils se rendent ensuite sur l'île à bord d'un yacht. Les sbires se mutinent et tentent de prendre le contrôle du navire mais ils échouent. Brasset libère alors Dorothy après leur arrivée sur l'île et ils commencent leurs recherchent. Ils trouvent le coffre au trésor qui se révèle être vide, à la grande consternation de tous. Ensuite, des indigènes capturent Brasset et ses hommes pour les sacrifier mais Dick intervient pour empêcher cela. Le groupe retourne finalement en Amérique avec Basset et ses hommes de mains en tant que prisonniers.

## Fiche technique
Source principale de la fiche technique
- Titre : Pirate Treasure
- Réalisation : Ray Taylor
- Scénario : Ella O'Neill, George H. Plympton, Jack Nelson et Basil Dickey (en)
- Direction artistique : Thomas F. O'Neill
- Musique : Heinz Eric Roemheld[2]
- Décors :
- Costumes :
- Photographie : Richard Fryer
- Son :
- Montage : Saul A. Goodkind
- Production :
  - production associée : Henry MacRae
- Société de production : Universal Pictures
- Distribution :  États-Unis : Universal Pictures
- Budget :
- Pays de production :  États-Unis
- Format : Noir et blanc - Son : Monophonique (Western Electric Noiseless Recording) - 1,37:1 - Format 35 mm
- Genre : Film d'aventure
- Durée : 240 minutes
- Date de sortie : 
  - États-Unis : 29 janvier 1934

## Distribution
Source principale de la distribution
- Richard Talmadge : Dick Moreland
- Lucille Lund : Dorothy Craig
- Walter Miller : Stanley Brasset
- Patrick H. O'Malley Jr. : John Craig
- Ethan Laidlaw : Curt
- William Desmond : Capitaine Jim Carson
- William L. Thorne : Drake
- Del Lawrence : Robert Moreland
- Edmund Cobb : Bert
- George DeNormand : Jed
- Al Ferguson : Tony
- Beulah Hutton : Marge
- Francis Ford : ami de Dick à l'aéroport
- Philo McCullough : Ancêtre pirate dans un flashback